# Pristimantis huicundo
Pristimantis huicundo es una especie de anfibio anuro de la familia Craugastoridae.

## Distribución
Esta especie es endémica de la Cordillera Oriental del norte en Ecuador. Habita entre los 3229 y 3700 m de altitud en las provincias de Sucumbíos y Carchi.
Su presencia es incierta en Colombia.

## Descripción
Los machos miden de 19.8 a 21.3 mm y las hembras de 23.2 a 28.7 mm.

## Publicación original
- Guayasamin, Almeida-Reinoso & Nogales-Sornosa, 2004 : Two new species of frogs (Leptodactylidae: Eleutherodactylus) from the high Andes of northern Ecuador. Herpetological Monographs, vol. 18, p. 127-141.[5]